# Читтенанго (Нью-Йорк)
Читтенанго (англ. Chittenango) — селище (англ. village) в США, в окрузі Медісон штату Нью-Йорк. Населення — 4896 осіб (2020).

## Географія
Читтенанго розташоване за координатами 43°2′48″ пн. ш. 75°52′30″ зх. д. / 43.04667° пн. ш. 75.87500° зх. д. (43.046684, -75.874889). За даними Бюро перепису населення США в 2010 році селище мало площу 6,32 км², уся площа — суходіл.

### Клімат
| Клімат : Читтенанго     | Клімат : Читтенанго | Клімат : Читтенанго | Клімат : Читтенанго | Клімат : Читтенанго | Клімат : Читтенанго | Клімат : Читтенанго | Клімат : Читтенанго | Клімат : Читтенанго | Клімат : Читтенанго | Клімат : Читтенанго | Клімат : Читтенанго | Клімат : Читтенанго | Клімат : Читтенанго |
| Показник                | Січ.                | Лют.                | Бер.                | Квіт.               | Трав.               | Черв.               | Лип.                | Серп.               | Вер.                | Жовт.               | Лист.               | Груд.               | Рік                 |
| Абсолютний максимум, °C | 21,1                | 20,6                | 30,6                | 33,3                | 35,6                | 37,8                | 38,9                | 38,3                | 36,7                | 30,6                | 27,2                | 22,2                | 38,9                |
| Середній максимум, °C   | −0,6                | 1,1                 | 6,1                 | 13,3                | 20,0                | 25,0                | 27,8                | 26,7                | 21,7                | 15,6                | 8,3                 | 2,2                 | 14,0                |
| Середній мінімум, °C    | −10                 | −8,9                | −4,4                | 1,7                 | 7,8                 | 12,8                | 15,6                | 15,0                | 10,6                | 4,4                 | 0,0                 | −6,1                | 3,3                 |
| Абсолютний мінімум, °C  | −32,2               | −32,2               | −26,7               | −13,9               | −3,9                | 1,1                 | 6,7                 | 3,3                 | −3,9                | −7,8                | −15,6               | −32,2               | −32,2               |
| Норма опадів, мм        | 66                  | 54                  | 77                  | 86                  | 86                  | 94                  | 102                 | 90                  | 105                 | 81                  | 96                  | 79                  | 1016                |
| ----------------------- | ------------------- | ------------------- | ------------------- | ------------------- | ------------------- | ------------------- | ------------------- | ------------------- | ------------------- | ------------------- | ------------------- | ------------------- | ------------------- |
| Джерело: weather.com    |                     |                     |                     |                     |                     |                     |                     |                     |                     |                     |                     |                     |                     |

## Демографія
Згідно з переписом 2010 року, у селищі мешкала 5081 особа в 1993 домогосподарствах у складі 1380 родин. Густота населення становила 804 особи/км². Було 2085 помешкань (330/км²).
Расовий склад населення:
| - 96,2 % — білих - 1,1 % — чорних або афроамериканців - 0,7 % — корінних американців - 0,5 % — азіатів |

До двох чи більше рас належало 1,6 %. Частка іспаномовних становила 1,8 % від усіх жителів.
За віковим діапазоном населення розподілялося таким чином: 25,0 % — особи молодші 18 років, 62,0 % — особи у віці 18—64 років, 13,0 % — особи у віці 65 років та старші. Медіана віку мешканця становила 39,8 року. На 100 осіб жіночої статі у селищі припадало 89,0 чоловіків; на 100 жінок у віці від 18 років та старших — 86,2 чоловіків також старших 18 років.
Середній дохід на одне домашнє господарство становив 74 926 доларів США (медіана — 62 902), а середній дохід на одну сім'ю — 89 048 доларів (медіана — 76 307). Медіана доходів становила 50 642 долари для чоловіків та 41 474 долари для жінок. За межею бідності перебувало 5,2 % осіб, у тому числі 8,3 % дітей у віці до 18 років та 1,3 % осіб у віці 65 років та старших.
Цивільне працевлаштоване населення становило 2548 осіб. Основні галузі зайнятості: освіта, охорона здоров'я та соціальна допомога — 22,7 %, роздрібна торгівля — 14,1 %, науковці, спеціалісти, менеджери — 14,1 %.

## Персоналії
- Френк Баум (1856—1919) — американський дитячий письменник.